# Susan Hamilton
Susan Harriet Catherine Hamilton (9 juin 1814 - 28 novembre 1889) est une aristocrate écossaise. Elle est la fille d'Alexander Hamilton (10e duc de Hamilton) et Susan Euphemia Beckford. D'une grande beauté, elle est très en vue dans haute société et suscite la controverse après son divorce avec le futur duc de Newcastle.

## Mariage
Elle épouse Henry Pelham-Clinton (5e duc de Newcastle), héritier du 4e duc de Newcastle, le 27 novembre 1832 au Palais Hamilton, en dehors d'Edimbourg. Elle est par la suite connue comme la comtesse de Lincoln, le titre de comte de Lincoln étant le titre de courtoisie du fils aîné du duc de Newcastle.
Ils ont cinq enfants :
- Henry Pelham-Clinton (6e duc de Newcastle) (25 janvier 1834 – 22 février 1879), qui épouse Henriette Adela Hope (11 avril 1843 – 8 mai 1913), le 11 février 1861 et a cinq enfants.
- Edward Pelham-Clinton (11 août 1836 – 9 juillet 1907), qui épouse Mathilde Jane Cradock-Hartopp (décédé le 23 octobre 1892), le 22 août 1865.
- Lady Susan Charlotte Catherine Pelham-Clinton (7 avril 1839 – 6 septembre 1875), qui épouse Adolphus Vane-Tempest (2 juillet 1825 – 11 juin 1864), le 23 avril 1860. Elle est une maîtresse d'Edouard VII d'Angleterre quand il est prince de Galles.
- Arthur Pelham-Clinton (23 juin 1840 – 18 juin 1870) qui est mort, peut-être par suicide, après avoir été inculpé dans le procès Boulton et le Parc[2].
- Albert Sidney Pelham-Clinton (22 décembre 1845 – 1er mars 1884), qui épouse Mme Frances Evelyn Stotherd le 17 novembre 1870; ils ont divorcé en 1877.

## Le divorce
Lady Lincoln qui a perdu tout intérêt pour son mari, commence une relation amoureuse extra-maritale avec Horatio Walpole. Ils s'enfuient pour échapper à un mari possessif.  Elle a un enfant avec lui, également nommé Horatio. L'enfant décède très jeune.. 
Son mari engage une procédure de divorce et attaque en justice son amant. La procédure de divorce traîne pendant des années, de sorte que Susan est incapable de se remarier pendant une décennie. Elle se remarie avec un belge appelé Jean Opdebeck de la ville de Bruxelles, à Naples le 2 janvier 1870. Son ex-mari, devenu le 5e duc de Newcastle, est mort en octobre 1864, âgé de 53 ans, et est remplacé dans le duché par leur fils aîné, Henry.
Lady Susan est l'une de celles qui ont été secourues par Gladstone dans son travail pour les femmes en détresse[réf. nécessaire].

## Homéopathie
Susan Lincoln fut une patiente  de Samuel Hahnemann l'inventeur de l'homéopathie à Paris, et de Ferdinand Koreff et de Wolowski disciples de Mesmer, le fondateur de la théorie du magnétisme animal,,. 